# Twierdzenie o rzucie prostokątnym
Twierdzenie o rzucie prostokątnym – twierdzenie w geometrii, mówiące, że rzut prostokątny wielokąta o polu {\displaystyle S,} leżącego na płaszczyźnie {\displaystyle \pi _{1},} na płaszczyznę {\displaystyle \pi _{2}} nachyloną do {\displaystyle \pi _{1}} pod kątem {\displaystyle \alpha ,} ma pole równe {\displaystyle S\cdot \cos \alpha .}